# Tournoi de tennis d'Aix-en-Provence
Le tournoi d'Aix-en-Provence (Bouches-du-Rhône, France) est un tournoi de tennis du circuit professionnel masculin (Challenger Tour).
Le tournoi féminin, appelé Trophée Raquette d'Or, a été organisé de 1956 à 1974. Une édition professionnelle du circuit WTA a également eu lieu en 1988.
L'épreuve masculine s'est tenue de 1963 à 1978. Deux autres éditions ont été organisées en 1983 et 1984.
De nouveau disputé à partir de 1995 en catégorie Satellite puis Futures, le tournoi est promu en catégorie Challenger en 2003 sous le nom d'Open Sainte-Victoire avec une dotation maximale de 125 000 $ attirant ainsi plusieurs joueurs du top 50 mondial, dont un certain Rafael Nadal (finaliste en 2003) pour l'une de ses premières finales en tournoi professionnel.
Depuis 2014, sous l'impulsion d'Arnaud Clément, un tournoi Challenger est à nouveau organisé à Aix-en-Provence, l'Open Aix Provence Crédit Agricole. Le tournoi se joue en mai au Country Club Aixois sur terre battue et sert de préparation à Roland-Garros.
En 2023, pour sa dixième édition le tournoi est sélectionné par l'ATP pour intégrer la nouvelle catégorie Challenger 175. Cette évolution majeur permet au tournoi d'accueillir les meilleurs joueurs du circuit à partir du onzième joueur classé à l'ATP, et de se doter d'un prize money de 225 000 €.

## Palmarès messieurs

### Simple
| No | Date       | Nom et lieu du tournoi                             | Catégorie      | Dotation       | Surface        | Vainqueur         | Finaliste           | Score          |                |
| -- | ---------- | -------------------------------------------------- | -------------- | -------------- | -------------- | ----------------- | ------------------- | -------------- | -------------- |
| 1  | 26-09-1977 | Raquette d'Or, Aix-en-Provence                     |                | 50 000 $       | Terre (ext.)   | Ilie Năstase      | Guillermo Vilas     | 6-1, 7-5, ab.  |                |
| 2  | 25-09-1978 | Raquette d'Or, Aix-en-Provence                     |                | 50 000 $       | Terre (ext.)   | Guillermo Vilas   | José Luis Clerc     | 6-3, 6-0, 6-3  |                |
|    | 1979-1982  | Pas de tournoi                                     | Pas de tournoi | Pas de tournoi | Pas de tournoi | Pas de tournoi    | Pas de tournoi      | Pas de tournoi | Pas de tournoi |
| 3  | 11-04-1983 | Raquette d'Or, Aix-en-Provence                     |                | 75 000 $       | Terre (ext.)   | Mats Wilander     | Sergio Casal        | 6-3, 6-2       | Tableau        |
| 4  | 23-04-1984 | Raquette d'Or, Aix-en-Provence                     |                | 75 000 $       | Terre (ext.)   | Juan Aguilera     | Fernando Luna       | 6-4, 7-5       |                |
|    | 1985-2002  | Pas de tournoi                                     | Pas de tournoi | Pas de tournoi | Pas de tournoi | Pas de tournoi    | Pas de tournoi      | Pas de tournoi | Pas de tournoi |
| 5  | 28-04-2003 | Open Sainte-Victoire, Aix-en-Provence              | Challenger     | 125 000 $ +H   | Terre (ext.)   | Mariano Puerta    | Rafael Nadal        | 3-6, 7-6, 6-4  |                |
| 6  | 26-04-2004 | Open Sainte-Victoire, Aix-en-Provence              | Challenger     | 125 000 $ +H   | Terre (ext.)   | Fabrice Santoro   | Arnaud Clément      | 1-6, 7-65, 6-3 |                |
|    | 2005-2013  | Pas de tournoi                                     | Pas de tournoi | Pas de tournoi | Pas de tournoi | Pas de tournoi    | Pas de tournoi      | Pas de tournoi | Pas de tournoi |
| 7  | 05-05-2014 | Open du Pays d'Aix, Aix-en-Provence                | Challenger     | 64 000 €       | Terre (ext.)   | Diego Schwartzman | Andreas Beck        | 64-7, 6-3, 6-2 |                |
| 8  | 04-05-2015 | Open du Pays d'Aix, Aix-en-Provence                | Challenger     | 64 000 € +H    | Terre (ext.)   | Robin Haase       | Paul-Henri Mathieu  | 7-61, 6-2      |                |
| 9  | 02-05-2016 | Open du Pays d'Aix, Aix-en-Provence                | Challenger     | 85 000 € +H    | Terre (ext.)   | Thiago Monteiro   | Carlos Berlocq      | 4-6, 6-4, 6-1  |                |
| 10 | 08-05-2017 | Open du Pays d'Aix, Aix-en-Provence                | Challenger     | 127 000 € +H   | Terre (ext.)   | Frances Tiafoe    | Jérémy Chardy       | 6-3, 4-6, 7-65 |                |
| 11 | 07-05-2018 | Open du Pays d'Aix, Aix-en-Provence                | Challenger     | 127 000 € +H   | Terre (ext.)   | John Millman      | Bernard Tomic       | 6-1, 6-2       |                |
| 12 | 06-05-2019 | Open du Pays d'Aix CEPAC, Aix-en-Provence          | Challenger     | 137 560 €      | Terre (ext.)   | Pablo Cuevas      | Quentin Halys       | 7-5, 3-6, 6-2  |                |
| 13 | 07-09-2020 | Open du Pays d'Aix CEPAC, Aix-en-Provence          | Challenger     | 132 280 €      | Terre (ext.)   | Oscar Otte        | Thiago Seyboth Wild | 6-2, 64-7, 6-4 |                |
| 14 | 14-06-2021 | Open du Pays d'Aix CEPAC, Aix-en-Provence          | Challenger     | 132 280 €      | Terre (ext.)   | Carlos Taberner   | Manuel Guinard      | 6-2, 6-2       |                |
| 15 | 02-05-2022 | Open du Pays d'Aix CEPAC, Aix-en-Provence          | Challenger     | 90 280 €       | Terre (ext.)   | Benjamin Bonzi    | Grégoire Barrère    | 6-2, 6-4       |                |
| 16 | 01-05-2023 | Open Aix Provence Crédit Agricole, Aix-en-Provence | Challenger     | 200 000 €      | Terre (ext.)   | Andy Murray       | Tommy Paul          | 2-6, 6-1, 6-2  |                |
| 17 | 29-04-2024 | Open Aix Provence Crédit Agricole, Aix-en-Provence | Challenger     | 205 000 €      | Terre (ext.)   | Alejandro Tabilo  | Jaume Munar         | 6-3, 6-2       |                |

### Double
| No | Date       | Nom et lieu du tournoi                             | Catégorie      | Dotation       | Surface        | Vainqueurs                             | Finalistes                                   | Score              |                |
| -- | ---------- | -------------------------------------------------- | -------------- | -------------- | -------------- | -------------------------------------- | -------------------------------------------- | ------------------ | -------------- |
| 1  | 26-09-1977 | Raquette d'Or, Aix-en-Provence                     |                | 50 000 $       | Terre (ext.)   | Ilie Năstase Ion Țiriac                | Patrice Dominguez Rolf Norberg               | 1-6, 7-5, 6-3, 6-3 |                |
| 2  | 25-09-1978 | Raquette d'Or, Aix-en-Provence                     |                | 50 000 $       | Terre (ext.)   | Ion Țiriac Guillermo Vilas             | Jan Kodeš Tomáš Šmíd                         | 7-6, 6-1           |                |
|    | 1979-1982  | Pas de tournoi                                     | Pas de tournoi | Pas de tournoi | Pas de tournoi | Pas de tournoi                         | Pas de tournoi                               | Pas de tournoi     | Pas de tournoi |
| 3  | 11-04-1983 | Raquette d'Or, Aix-en-Provence                     |                | 75 000 $       | Terre (ext.)   | Henri Leconte Gilles Moretton          | Ivan Camus Sergio Casal                      | 2-6, 6-1, 6-2      | Tableau        |
| 4  | 23-04-1984 | Raquette d'Or, Aix-en-Provence                     |                | 75 000 $       | Terre (ext.)   | Pat Cash Paul McNamee                  | Chris Lewis Wally Masur                      | 4-6, 6-3, 6-4      |                |
|    | 1985-2002  | Pas de tournoi                                     | Pas de tournoi | Pas de tournoi | Pas de tournoi | Pas de tournoi                         | Pas de tournoi                               | Pas de tournoi     | Pas de tournoi |
| 5  | 28-04-2003 | Open Sainte-Victoire, Aix-en-Provence              | Challenger     | 125 000 $ +H   | Terre (ext.)   | Stephen Huss Myles Wakefield           | Todd Perry Thomas Shimada                    | 6-1, 7-5           |                |
| 6  | 26-04-2004 | Open Sainte-Victoire, Aix-en-Provence              | Challenger     | 125 000 $ +H   | Terre (ext.)   | Thierry Ascione Jean-François Bachelot | Federico Browne Rogier Wassen                | 6-4, 5-7, 6-4      |                |
|    | 2005-2013  | Pas de tournoi                                     | Pas de tournoi | Pas de tournoi | Pas de tournoi | Pas de tournoi                         | Pas de tournoi                               | Pas de tournoi     | Pas de tournoi |
| 7  | 05-05-2014 | Open du Pays d'Aix, Aix-en-Provence                | Challenger     | 64 000 €       | Terre (ext.)   | Diego Schwartzman Horacio Zeballos     | Andreas Beck Martin Fischer                  | 6-4, 3-6, [10-5]   |                |
| 8  | 04-05-2015 | Open du Pays d'Aix, Aix-en-Provence                | Challenger     | 64 000 € +H    | Terre (ext.)   | Robin Haase Aisam-Ul-Haq Qureshi       | Nicholas Monroe Artem Sitak                  | 6-1, 6-2           |                |
| 9  | 02-05-2016 | Open du Pays d'Aix, Aix-en-Provence                | Challenger     | 85 000 € +H    | Terre (ext.)   | Oliver Marach Philipp Oswald           | Guillermo Durán Máximo González              | 6-1, 4-6, [10-7]   |                |
| 10 | 08-05-2017 | Open du Pays d'Aix, Aix-en-Provence                | Challenger     | 127 000 € +H   | Terre (ext.)   | Wesley Koolhof Matwé Middelkoop        | Andre Begemann Jérémy Chardy                 | 2-6, 6-4, [16-14]  |                |
| 11 | 07-05-2018 | Open du Pays d'Aix, Aix-en-Provence                | Challenger     | 127 000 € +H   | Terre (ext.)   | Philipp Petzschner Tim Pütz            | Guido Andreozzi Kenny de Schepper            | 63-7, 6-2, [10-8]  |                |
| 12 | 06-05-2019 | Open du Pays d'Aix CEPAC, Aix-en-Provence          | Challenger     | 137 560 €      | Terre (ext.)   | Kevin Krawietz Jürgen Melzer           | Frederik Nielsen Tim Pütz                    | 7-65, 6-2          |                |
| 13 | 07-09-2020 | Open du Pays d'Aix CEPAC, Aix-en-Provence          | Challenger     | 132 280 €      | Terre (ext.)   | Andrés Molteni Hugo Nys                | Ariel Behar Gonzalo Escobar                  | 6-4, 7-64          |                |
| 14 | 14-06-2021 | Open du Pays d'Aix CEPAC, Aix-en-Provence          | Challenger     | 132 280 €      | Terre (ext.)   | Sadio Doumbia Fabien Reboul            | Robert Galloway Alex Lawson                  | 64-7, 7-5, [10-4]  |                |
| 15 | 02-05-2022 | Open du Pays d'Aix CEPAC, Aix-en-Provence          | Challenger     | 90 280 €       | Terre (ext.)   | Titouan Droguet Kyrian Jacquet         | Nicolás Barrientos Miguel Ángel Reyes-Varela | 6-2, 6-3           |                |
| 16 | 01-05-2023 | Open Aix Provence Crédit Agricole, Aix-en-Provence | Challenger     | 200 000 €      | Terre (ext.)   | Jason Kubler John Peers                | Nuno Borges Francisco Cabral                 | 65-7, 6-4, [10-7]  |                |
| 17 | 29-04-2024 | Open Aix Provence Crédit Agricole, Aix-en-Provence | Challenger     | 205 000 €      | Terre (ext.)   | Luke Johnson Skander Mansouri          | Diego Hidalgo Cristian Rodríguez             | 6-3, 6-3           |                |

## Palmarès dames

### Simple
| No       | Date       | Nom et lieu du tournoi                 | Catégorie      | Dotation       | Surface        | Vainqueure          | Finaliste              | Score          |                |
| -------- | ---------- | -------------------------------------- | -------------- | -------------- | -------------- | ------------------- | ---------------------- | -------------- | -------------- |
| 1        | 10-07-1956 | Trophée Raquette d'Or, Aix-en-Provence |                | NC             | Terre (ext.)   | Joan Curry          | Louise Snow            | 6-3, 6-3       | Tableau        |
| 2        | 22-04-1957 | Trophée Raquette d'Or, Aix-en-Provence |                | NC             | Terre (ext.)   | Christiane Mercelis | Pat Ward               | 1-6, 6-3, 6-1  | Tableau        |
| 3        | 07-04-1958 | Trophée Raquette d'Or, Aix-en-Provence |                | NC             | Terre (ext.)   | Zsuzsa Körmöczy     | Yola Ramírez           | 6-4, 7-5       | Tableau        |
| 4        | 13-04-1959 | Trophée Raquette d'Or, Aix-en-Provence |                | NC             | Terre (ext.)   | Yola Ramírez        | Florence de la Courtie | 7-5, 6-1       | Tableau        |
| 5        | 25-04-1960 | Trophée Raquette d'Or, Aix-en-Provence |                | NC             | Terre (ext.)   | Edda Buding         | Ruia Morrison          | 6-4, 8-6       | Tableau        |
| 6        | 10-04-1961 | Trophée Raquette d'Or, Aix-en-Provence |                | NC             | Terre (ext.)   | Margaret Smith      | Elizabeth Starkie      | 6-2, 6-4       | Tableau        |
| 7        | 23-04-1962 | Trophée Raquette d'Or, Aix-en-Provence |                | NC             | Terre (ext.)   | Jill Blackman       | Christiane Mercelis    | 6-4, 6-3       | Tableau        |
| 8        | 15-04-1963 | Trophée Raquette d'Or, Aix-en-Provence |                | NC             | Terre (ext.)   | Lesley Turner       | Jan Lehane             | 5-7, 6-4, 6-3  | Tableau        |
| 9        | 30-03-1964 | Trophée Raquette d'Or, Aix-en-Provence |                | NC             | Terre (ext.)   | Jan Lehane          | Madonna Schacht        | 6-1, 6-0       | Tableau        |
| 10       | 19-04-1965 | Trophée Raquette d'Or, Aix-en-Provence |                | NC             | Terre (ext.)   | Robin Lesh          | Jitka Horcickova       | 3-6, 6-4, 6-4  | Tableau        |
| 11       | 12-04-1966 | Trophée Raquette d'Or, Aix-en-Provence |                | NC             | Terre (ext.)   | Françoise Dürr      | Jill Blackman          | 6-0, 6-2       | Tableau        |
| 12       | 27-03-1967 | Trophée Raquette d'Or, Aix-en-Provence |                | NC             | Terre (ext.)   | Gail Sherriff       | Jill Cottrill          | 7-5, 13-11     | Tableau        |
| Ère Open |            |                                        |                |                |                |                     |                        |                |                |
| 13       | 15-04-1968 | Trophée Raquette d'Or, Aix-en-Provence |                | NC             | Terre (ext.)   | Gail Sherriff       | Rosie Darmon           | 6-3, 6-1       | Tableau        |
| 14       | 14-07-1969 | Trophée Raquette d'Or, Aix-en-Provence |                | NC             | Terre (ext.)   | Ann Haydon-Jones    | Françoise Dürr         | 6-1, 6-1       | Tableau        |
| 15       | 20-07-1970 | Trophée Raquette d'Or, Aix-en-Provence |                | NC             | Terre (ext.)   | Fiorella Bonicelli  | Odile de Roubin        | 11-9, 4-6, 6-1 | Tableau        |
| 16       | 15-07-1971 | Trophée Raquette d'Or, Aix-en-Provence |                | NC             | Terre (ext.)   | Fiorella Bonicelli  | Odile de Roubin        | 6-2, 5-7, 8-6  | Tableau        |
|          | 1972       | Pas de tournoi                         | Pas de tournoi | Pas de tournoi | Pas de tournoi | Pas de tournoi      | Pas de tournoi         | Pas de tournoi | Pas de tournoi |
| 17       | 10-09-1973 | Trophée Raquette d'Or, Aix-en-Provence |                | NC             | Terre (ext.)   | A-M. Ganzabal       | Seagalen               | 6-3, 6-4       | Tableau        |
| 18       | 10-09-1974 | Trophée Raquette d'Or, Aix-en-Provence |                | NC             | Terre (ext.)   | Gail Sherriff       | Odile de Roubin        | 6-4, 6-3       | Tableau        |
|          | 1975-1987  | Pas de tournoi                         | Pas de tournoi | Pas de tournoi | Pas de tournoi | Pas de tournoi      | Pas de tournoi         | Pas de tournoi | Pas de tournoi |
| 19       | 18-07-1988 | Aix-en-Provence, Aix-en-Provence       | Tier V         | 100 000 $      | Terre (ext.)   | Judith Wiesner      | Sylvia Hanika          | 6-1, 6-2       | Tableau        |

### Double
| No       | Date       | Nom et lieu du tournoi                | Catégorie      | Dotation       | Surface        | Vainqueures                                | Finalistes                              | Score          |                |
| -------- | ---------- | ------------------------------------- | -------------- | -------------- | -------------- | ------------------------------------------ | --------------------------------------- | -------------- | -------------- |
| 1        | 07-04-1958 | Trophée Raquette d'Or Aix-en-Provence |                | NC             | Terre (ext.)   | Yola Ramírez Rosie Reyes                   | Mimi Arnold Martha Peterdy              | 8-6, 6-3       | Tableau        |
| 2        | 13-04-1959 | Trophée Raquette d'Or Aix-en-Provence |                | NC             | Terre (ext.)   | Marie-Odile Bouchet Florence de la Courtie | Karol Fageros Yola Ramírez              | 7-5, 7-5       | Tableau        |
| 3        | 25-04-1960 | Trophée Raquette d'Or Aix-en-Provence |                | NC             | Terre (ext.)   | Marie-Odile Bouchet Jacqueline Morales     | Edda Buding Ruia Morrison               | 6-3, 6-4       | Tableau        |
| 4        | 10-04-1961 | Trophée Raquette d'Or Aix-en-Provence |                | NC             | Terre (ext.)   | Margaret Smith Lesley Turner               | Robyn Ebbern Nell Hall Hopman           | 6-2, 6-1       | Tableau        |
| 5        | 15-04-1963 | Trophée Raquette d'Or Aix-en-Provence |                | NC             | Terre (ext.)   | Jan Lehane Lesley Turner                   | Christiane Mercelis Věra Suková         | 6-3, 6-4       | Tableau        |
| 6        | 30-03-1964 | Trophée Raquette d'Or Aix-en-Provence |                | NC             | Terre (ext.)   | Jan Lehane Helga Schultze                  | Jeanine Lieffrig Madonna Schacht        | 6-3, 7-5       | Tableau        |
| 7        | 19-04-1965 | Trophée Raquette d'Or Aix-en-Provence |                | NC             | Terre (ext.)   | Gail Sherriff Carol Sherriff               | Jill Blackman Christiane Mercelis       | 7-5, 4-6, 6-3  | Tableau        |
| 8        | 12-04-1966 | Trophée Raquette d'Or Aix-en-Provence |                | NC             | Terre (ext.)   | Jill Blackman Fay Toyne                    | Françoise Dürr Jeanine Lieffrig         | 4-6, 6-2, 7-5  | Tableau        |
| Ère Open |            |                                       |                |                |                |                                            |                                         |                |                |
| 9        | 15-04-1968 | Trophée Raquette d'Or Aix-en-Provence |                | NC             | Terre (ext.)   | Marilyn Aschner Gail Sherriff              | Edda Buding Rosie Darmon                | 8-6, 6-3       | Tableau        |
| 10       | 14-07-1969 | Trophée Raquette d'Or Aix-en-Provence |                | NC             | Terre (ext.)   | Françoise Dürr Ann Haydon-Jones            | Junko Sawamatsu Kazuko Sawamatsu        | 6-1, 5-7, 6-0  | Tableau        |
| 11       | 20-07-1970 | Trophée Raquette d'Or Aix-en-Provence |                | NC             | Terre (ext.)   | Fiorella Bonicelli Michelle Rodríguez      | Johanne Venturino Jacqueline Rees-Lewis | 6-1, 6-1       | Tableau        |
|          | 1971-1987  | Pas de tournoi                        | Pas de tournoi | Pas de tournoi | Pas de tournoi | Pas de tournoi                             | Pas de tournoi                          | Pas de tournoi | Pas de tournoi |
| 12       | 18-07-1988 | Aix-en-Provence                       | Tier V         | 100 000 $      | Terre (ext.)   | Nathalie Herreman Catherine Tanvier        | Sandra Cecchini Arantxa Sánchez         | 6-4, 7-5       | Tableau        |

## Palmarès mixte
| No       | Date       | Nom et lieu du tournoi                | Catégorie | Dotation | Surface      | Vainqueures                 | Finalistes                                  | Score         |         |
| -------- | ---------- | ------------------------------------- | --------- | -------- | ------------ | --------------------------- | ------------------------------------------- | ------------- | ------- |
| 1        | 10-07-1956 | Trophée Raquette d'Or Aix-en-Provence |           | NC       | Terre (ext.) | Françoise Cor Robert Howe   | Procter-Bonnet Irvin Dorfman                | 6-4, 8-6      | Tableau |
| 2        | 22-04-1957 | Trophée Raquette d'Or Aix-en-Provence |           | NC       | Terre (ext.) | Rosie Reyes Jorgen Ulrich   | Yola Ramírez François Garnero               | 0-6, 6-3, 8-6 | Tableau |
| 3        | 07-04-1958 | Trophée Raquette d'Or Aix-en-Provence |           | NC       | Terre (ext.) | Mimi Arnold Gardnar Mulloy  | Florence de la Courtie Jean-Claude Molinari | 6-2, 6-3      | Tableau |
| 4        | 13-04-1959 | Trophée Raquette d'Or Aix-en-Provence |           | NC       | Terre (ext.) | Yola Ramírez Jacky Brichant | Karol Fageros Gardnar Mulloy                | 6-1, 7-5      | Tableau |
| Ère Open |            |                                       |           |          |              |                             |                                             |               |         |
| 5        | 20-07-1970 | Trophée Raquette d'Or Aix-en-Provence |           | NC       | Terre (ext.) | Chikako Murakami Ross Case  | Marion Proisy Patrick Proisy                | 1-6, 6-3, 6-2 | Tableau |